# IC 5152
IC 5152 est une petite galaxie irrégulière relativement rapprochée et située dans la constellation de l'Indien. Sa vitesse par rapport au fond diffus cosmologique est de −63 ± 13 km/s. La base de données NASA/IPAC indique que la distance de Hubble ne n'applique pas (N/A), mais 10 mesures indépendantes du décalage vers le rouge (redshift) donne une distance de 2,156 ± 0,648 Mpc (∼7,03 millions d'al). IC 5152 a été découverte par l'astronome américain DeLisle Stewart en 1899.
La classe de luminosité d'IC 5152 est V-VI et elle présente une large raie HI. Selon la base de données Simbad, IC 5152 est une candidate au titre de galaxie à noyau actif.
Du fait de sa proximité avec le Groupe local, il est difficile de déterminer si IC 5152 est membre de ce dernier ou est une voisine proche.